# Sarina Sitkasinowa
Sarina Sitkasinowa (russisch Зарина Ситказинова; * 20. März 1993 in Oral) ist eine kasachische Volleyballspielerin.

## Karriere

### Verein
Im Jahr 2011 spielte Sitkasinowa für den kasachischen Spitzenklub Zhetysu Almaty und hat mehrfach an internationalen Wettbewerben teilgenommen. 

### Nationalmannschaft
Zwischen 2010 und 2016 war Sitkasinowa Mitglied der kasachischen Frauen-Volleyballnationalmannschaft. 
Sie nahm an den FIVB-Weltmeisterschaften 2010 in Japan
2011 in Macau, 2013 in Japan und 2016 in Thailand teil.